# الكدمي (الطوال)
الكُدمي إحدى قرى منطقة منطقة جازان، وهي قرية سكنية تابعة لمحافظة الطوال جنوب غرب السعودية.

## الموقع
تقع قرية الكدمي جنوب غرب المملكة قرب الحدود اليمنية السعودية حيث تبعد عن الحدود حوالي 9 كم من الجهة الجنوبية، ويمر شمال القرية وادي ابن عبدالله على بعد 1 كم، كما تبعد حوالي 90 كيلومتراً بالاتجاه الجنوبي الشرقي من مدينة جازان، وهي تقع عند خط طول 42 درجة وخط العرض 16 درجة، القرية تتبع مركز الموسم التابع لمحافظة الطوال، وتبعد عنه حوالي 5 كيلو متر ناحية الغرب.

## وصلات خارجية
- بيانات المجلس البلدي من الأمانة العامة لشؤون المجالس البلدية.
- حصر الخدمات بالمدن والقرى بمنطقة جازان.
- دليل الخدمات بمنطقة جازان.
- مصلحة الإحصاءات العامة والمعلومات.